# Anne Sauer
Anne Sauer (* 1. April 1991) ist eine deutsche Florettfechterin. Sie ist bei Deutschen Fechtmeisterschaften vierfache Einzel- und siebenfache Mannschaftsmeisterin.

## Leben
Anne Sauer wuchs in Reinhardsachsen im Norden Baden-Württembergs auf. Durch einen Zeitungsartikel im Sommer 2000 wurde sie auf ein Schnuppertraining beim Fecht-Club Hardheim-Höpfingen aufmerksam, welches ihr sofort zusagte. Nach dem Beginn ihrer Fechtkarriere wechselte Sauer zum Fecht-Club Tauberbischofsheim und machte ihr Abitur im Jahre 2010 am Wirtschaftsgymnasium der Kaufmännischen Schule Tauberbischofsheim. Danach studierte sie bis 2014 an der Universität Würzburg. Sauer ist Mitglied der Sportfördergruppe der Bundeswehr in Mainz. Seit 2017 ist sie ausgebildete Personal Trainerin A-Lizenz und Fitnesstrainerin A-Lizenz.

## Karriere
In den Jahren 2013 und 2014 sowie 2016 bis 2018 und 2021 wurde Sauer mit der Florett-Mannschaft Deutsche Meisterin. 2017 wurde Sauer erstmals Deutsche Meisterin im Florett-Einzel. Im Finale am Tauberbischofsheimer Olympiastützpunkt bezwang sie ihre Vereinskameradin Leonie Ebert. 2018 und 2021 wiederholte sie diesen Erfolg, erneut gegen Ebert im Einzelfinale. Zuvor erreichte Sauer 2014 und 2016 zweimal den dritten Platz im Florett-Einzel bei Deutschen Meisterschaften.
Nach einem Vereinswechsel zu Future Fencing Werbach gewann Sauer bei den Deutschen Fechtmeisterschaften 2019 und 2021 die Goldmedaille mit der Florett-Mannschaft. Zudem gewann sie die German Masters im März 2020. Ihr erster Weltcup-Sieg im Florett-Einzel gelang ihr im April 2022. 2022 belegte sie bei den Europameisterschaften in Antalya mit der Mannschaft den dritten Platz.

## Sportliche Erfolge

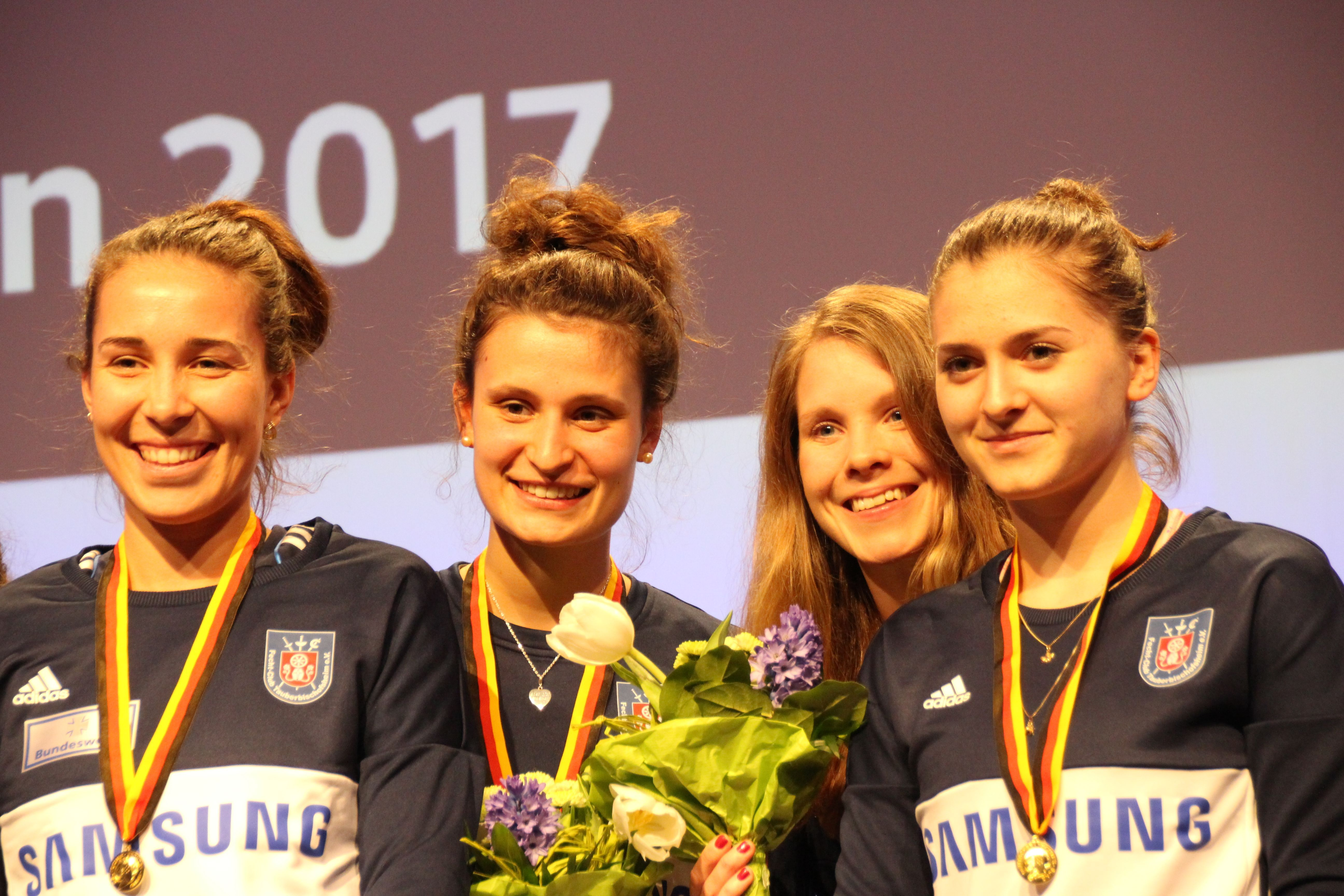
Anne Sauer (links) beim Gewinn der Deutschen Fechtmeisterschaften 2017 im Damenflorett (Mannschaft) mit ihren Teamkameradinnen vom Fecht-Club Tauberbischofsheim

### Höchste Platzierung in der Weltrangliste
- 6. Platz - Saison 2017/2018

### Deutsche Meisterschaften
- Deutsche Meisterin im Florett-Einzel: 2017, 2018, 2021, 2022
- Deutsche Meisterin mit der Florett-Mannschaft: 2013, 2014, 2016, 2017, 2018, 2019, 2021
- German Masters Goldmedaille 2020
- Dritter Platz im Florett-Einzel: 2014, 2016

### Europameisterschaften
- Europameisterschaften 2019 in Düsseldorf (GER), Damenflorett Team: 4. Platz
- Europameisterschaften 2017 in Tbilisi (GEO), Damenflorett Team: Bronzemedaille - 3. Platz
- Europameisterschaften 2014 in Strasbourg (FRA), Aktive Damenflorett: 7. Platz
- U23-Europameisterschaften 2011 in Kazan (RUS), Damenflorett Mannschaft: 2. Platz
- U23-Europameisterschaften 2012 in Bratislava (SVK), Damenflorett Mannschaft: 2. Platz

### Weltmeisterschaften
- Weltmeisterschaften 2023 in Mailand (ITA), Damenflorett Mannschaft: 5. Platz
- Weltmeisterschaften 2023 in Mailand (ITA), Damenflorett Einzel: 7. Platz
- Weltmeisterschaften 2017 in Leipzig (GER), Damenflorett Mannschaft: 4. Platz
- Weltmeisterschaften 2017 in Leipzig (GER), Damenflorett Einzel: 7. Platz
- Weltmeisterschaften 2014 in Kazan (RUS), Damenflorett Mannschaft: 5. Platz
- Kadetten-WM 2008 in Acireale (ITA), Damenflorett: 7. Platz
- Kadetten-WM 2011 in Mer Morte (JOR), Damenflorett Mannschaft: 4. Platz

### Weltcups und Grand Prixs
- Florett-Weltcup 2022 Belgrad (SRB), Einzel: erster Weltcup-Sieg (1. Platz)[4]
- Florett-Weltcup 2022 Belgrad (SRB), Mannschaft: 2. Platz[4]
- Florett Grand Prix Incheon (KOR) Einzel Bronzemedaille (3. Platz)
- Grand Prix 2018 Anaheim (USA) Einzel Silbermedaille (2. Platz)
- Weltcup 2018 Kattowitz (POL) Einzel Bronzemedaille (3. Platz)
- Weltcup 2017 Tauberbischofsheim (GER) Silbermedaille Mannschaft (2. Platz)

### Sonstige Erfolge
- Coupe D´Europe 2007, 1. Platz
- Junioren-Weltcup Budapest 2007, 3. Platz